# Білокалитвинський район
Білокалитви́нський райо́н (рос. Белокалитвинский район) — район у північній частині Ростовської області Російської Федерації. Адміністративний центр — місто Біла Калитва.

## Географія
Район розташований у центрально-північній частині області по обидва береги річки Сіверський Донець у її нижній течії. На північному заході межує із Тарасовським районом, на заході — із Кам'янським та Красносулінським, на північному сході — із Мілютінським, на півдні — із Октябрським, Усть-Донецьким та Константиновським, на сході — із Тацинським районом.

## Історія
Усть-Білокалитвенський район було утворено 1923 року у складі Шахтинської округи Донецької губернії УРСР. Вже через рік він відійшов до складу Північно-Кавказького краю. 1931 року район ліквідований, а територія увійшла до складу Шахтинського району. 
У1934 році район був відновлений у попередніх межах у складі Північнодонського округу Азово-Чорноморського краю. З 1937-1954 роках у складі новоствореної Ростовської області. У 1954–1957 роках перебував у складі Кам'янської області. У 1957-1963 роках - у складі Ростовської області. Остаточно відновлений 12 січня 1965 року. 
У 1988–2004 роках центр району, місто Біла Калитва, мав статус міста обласного підпорядкування.

## Населення
Населення району становить 98434 особи (2013; 102039 в 2010).

## Адміністративний поділ
Район адміністративно поділяється на 2 міських та 10 сільських поселень, які об'єднують 1 місто, 1 смт та 71 сільський населений пункт:
| Поселення                            | Площа, км² | Населення, осіб (2010) | Центр          | Населені пункти |
| ------------------------------------ | ---------- | ---------------------- | -------------- | --------------- |
| Білокалитвинське міське поселення    | -          | 44403                  | Біла Калитва   | 4               |
| Богураєвське сільське поселення      | -          | 4449                   | Богураєв       | 7               |
| Горняцьке сільське поселення         | -          | 9696                   | Горняцький     | 4               |
| Грушево-Дубовське сільське поселення | -          | 2332                   | Грушевка       | 6               |
| Ільїнське сільське поселення         | -          | 3012                   | Ільїнка        | 17              |
| Коксовське сільське поселення        | -          | 8116                   | Коксовий       | 3               |
| Краснодонецьке сільське поселення    | -          | 3144                   | Краснодонецька | 8               |
| Литвіновське сільське поселення      | -          | 2711                   | Литвіновка     | 5               |
| Нижньопоповське сільське поселення   | -          | 4716                   | Нижньопопов    | 8               |
| Рудаковське сільське поселення       | -          | 2880                   | Леніна         | 2               |
| Синьогорське сільське поселення      | -          | 8274                   | Синьогорський  | 8               |
| Шолоховське міське поселення         | -          | 8306                   | Шолоховський   | 1               |

### Найбільші населені пункти
| №  | Населений пункт | Населення, осіб (2010) |
| -- | --------------- | ---------------------- |
| 1  | Біла Калитва    | 43 651                 |
| 2  | Шолоховський    | 8 306                  |
| 3  | Горняцький      | 8 056                  |
| 4  | Коксовий        | 7 624                  |
| 5  | Синьогорський   | 5 750                  |
| 6  | Богураєв        | 2 522                  |
| 7  | Сосни           | 2 391                  |
| 8  | Леніна          | 2 182                  |
| 9  | Литвіновка      | 1 723                  |
| 10 | Ільїнка         | 1 167                  |
| 11 | Краснодонецька  | 1 164                  |

## Економіка

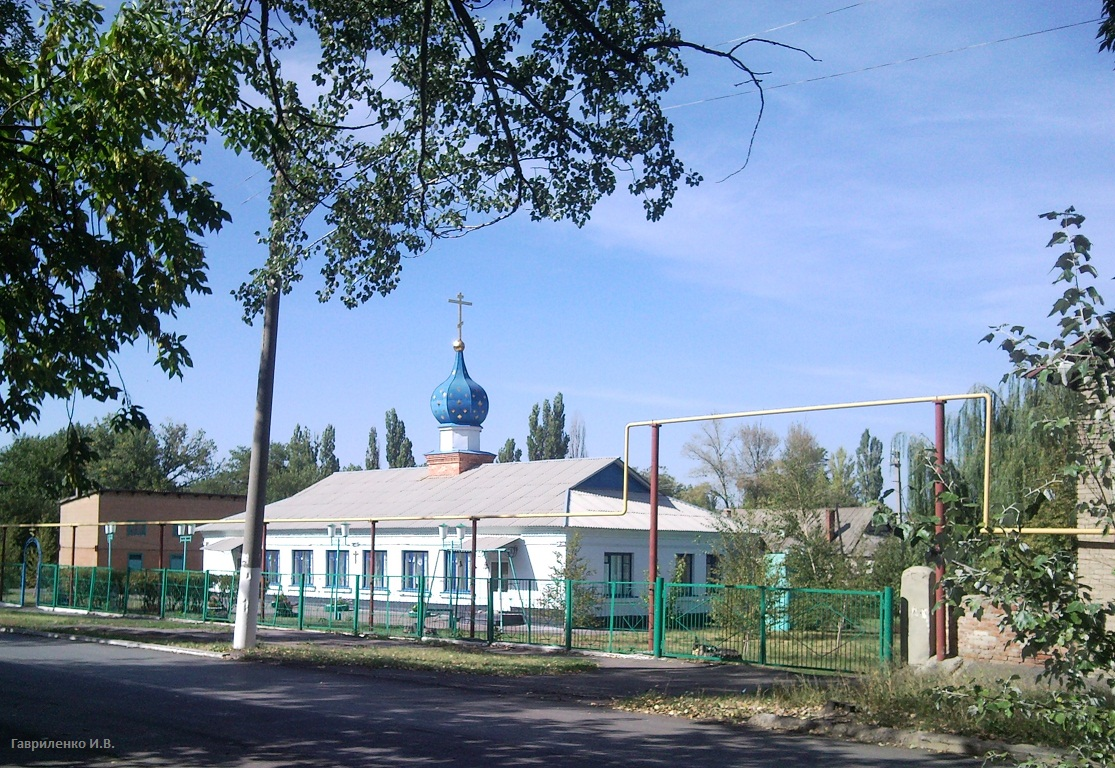
Іверська церква

Район є крайнім східним у системі Донецького кам'яновугільного басейну. Саме тому найбільшого розвитку набула промисловість — 83%. У галузі матеріального виробництва працюють 708 підприємств. Довжина залізниць — 95 км.

## Культура
У смт Шолоховський розташована Іверська церква.

## Пам'ятки природи
- Ільїнські джерела